# Human After All
| 전문가 평가          | 전문가 평가 |
| 총 점수              | 총 점수     |
| 출처                 | 점수        |
| -------------------- | ----------- |
| 메타크리틱           | 57/100      |
| 평가 점수            |             |
| 출처                 | 점수        |
| AllMusic             | [ 3 ]       |
| Blender              | [ 1 ]       |
| Entertainment Weekly | C           |
| The Guardian         | [ 5 ]       |
| Mojo                 | [ 6 ]       |
| NME                  | 7/10        |
| Pitchfork            | 4.9/10      |
| Q                    | [ 9 ]       |
| Rolling Stone        | [ 10 ]      |
| Spin                 | C–          |

《Human After All》은 프랑스의 전자 음악 듀오 다프트 펑크의 세 번째 스튜디오 음반으로 2005년 3월 14일 버진 레코드를 통해 처음 발매되었다. 디스코와 개러지 하우스에서 영감을 받은 이전 스튜디오 음반 《Discovery》(2001년)와는 달리 《Human After All》은 더 무거운 기타와 전자 장치가 혼합된 미니멀리즘적이고 즉흥적이었다.
《Human After All》은 비평가들로부터 엇갈린 평가를 받았는데, 비평가들은 그 미니멀리즘적이고 반복적인 성격과 6주간의 제작 시간을 비웃었다. 그러나 싱글 〈Robot Rock〉과 〈Technologic〉은 여러 국가에서 차트화되었고, 타이틀곡은 프랑스에서 차트화되었다. 이 음반의 곡들은 나중에 다프트 펑크의 Alive 2006/2007 투어에 통합되었고, 비평가들의 호평을 받았다. 《Human After All》은 《빌보드》 댄스/일렉트로닉 음반 차트에서 1위에 올랐고, 2006년 그래미 어워드 최우수 전자/댄스 음반 후보에 올랐다.

## 배경
초기 보도 자료에는 "이번에는 좀 더 자발적이고 직접적인 음질로 그들의 트레이드 마크인 다프트 펑크 사운드를 유지했다"고 언급되어 있다. 《Human After All》의 짧은 창작과 최소 제작은 2년 만에 제작된 《Discovery》의 대항마로 사전에 결정되었다. 토마 방갈테르는 그들이 이전 스튜디오 음반과 반대되는 일을 한다는 생각에 "당시에는 확실히 유혹을 받았다"고 말했다. 그는 고의로 닦이지 않은 녹음을 "일하지 않은 돌"에 비유했다.
《Human After All》은 주로 기타 2개, 드럼 머신 2개, 보코더 1개, 8트랙 머신 1개로 만들어졌다. 2004년 9월부터 11월까지 6주 동안 생산되었으며, 6주 동안 혼합되었다. 방갈테르는 이 음반이 "두려움이나 편집증에 대한 것"이며 "당신을 기분 좋게 만들기 위한 어떤 것이 아니다"라고 말했다. 그는 이 영화와 2006년 영화 《다프트 펑크의 일렉트로마》 모두 "기술에 대한 극도로 고통스럽고 슬프고 무시무시한 시선들이지만, 그것으로부터 어떤 아름다움과 감동이 있을 수 있다"고 말했다. 그는 이 음반의 기계적 품질은 인정했지만, 이 음반이 "인간과 기술의 춤"을 표현했다고 느꼈다.
《Human After All》의 발매 당시, 다프트 펑크는 그들이 가장 좋아하는 음반을 고려했고, "순수한 즉흥곡"이라고 표현했다. 기마누엘 드 오멩크리스토는 그들이 만든 모든 음반은 "우리의 삶과 밀접하게 연결되어 있다"며 "토마가 《Human After All》 동안 겪은 내면적이고 개인적인 것들이 그가 그 당시 있던 곳에 더 가깝게 만들었다"고 말했다.
《Human After All》의 커버 이미지에는 다프트 펑크 로고가 텔레비전 화면에 표시된다. 음반의 각 싱글마다 비슷한 화면에 다른 이미지의 커버가 있다. 방갈테르는 음반에 대한 영감으로 조지 오웰의 소설 《1984년》을 인용했다.

## 발매 및 홍보
발매 몇 달 전 이 음반이 온라인에서 유출되었을 때, 팬들은 이 음반이 온라인 파일 공유를 금지하기 위해 고안된 가짜라고 추측했다. 2013년 《스핀》은 1990년대의 "메이저 레이블 일렉트로니카 운동"이 끝난 후, 그러나 DFA 레코드와 에드 뱅거와 같은 독립 댄스 레이블의 등장 이전에 발생했기 때문에 발매 시기가 좋지 않았다고 썼다. 다프트 펑크는 음반 홍보를 위해 인터뷰를 하지 않았는데, 그들은 이것이 억압적인 힘이라는 음반의 주제와 반대되는 것이라고 느꼈기 때문이다. 드 오멩크리스토는 나중에 침묵을 택하는 것이 그들이 저지른 가장 큰 실수라고 말했다.
다프트 펑크는 〈Robot Rock〉과 〈Technologic〉의 뮤직 비디오를 감독했고, 토니 가드너는 〈The Prime Time of Your Life〉의 뮤직 비디오를 감독했다. 듀오는 〈Human After All〉이라는 곡의 영상도 만들 생각이었으나, 이를 위해 촬영한 영상이 확장되어 영화 《다프트 펑크의 일렉트로마》가 탄생했다. 《Human After All》의 수록곡은 다프트 펑크 컴필레이션 《Musique Vol.1 1993–2005》와 라이브 음반 《Alive 2007》에도 수록되어 있다.

## 곡 목록
모든 곡들은 특별한 언급이 없는 한 토마 방갈테르와 기마누엘 드 오멩크리스토에 의해 작사/작곡하였다.
| #   | 제목                            | 작사·작곡                                | 재생 시간 |
| --- | ------------------------------- | ---------------------------------------- | --------- |
| 1.  | 〈Human After All〉             |                                          | 5:20      |
| 2.  | 〈The Prime Time of Your Life〉 |                                          | 4:23      |
| 3.  | 〈Robot Rock〉                  | 방갈테르, 드 오멩크리스토, 케이 윌리엄스 | 4:48      |
| 4.  | 〈Steam Machine〉               |                                          | 5:21      |
| 5.  | 〈Make Love〉                   |                                          | 4:50      |
| 6.  | 〈The Brainwasher〉             |                                          | 4:08      |
| 7.  | 〈On/Off〉                      |                                          | 0:19      |
| 8.  | 〈Television Rules the Nation〉 |                                          | 4:50      |
| 9.  | 〈Technologic〉                 |                                          | 4:40      |
| 10. | 〈Emotion〉                     |                                          | 6:57      |

## 인증
| 국가                                                  | 인증    | 판매량/출하량 |
| ----------------------------------------------------- | ------- | ------------- |
| 프랑스 (SNEP)                                         | 2× 골드 | 200,000*      |
| 영국 (BPI)                                            | 실버    | 60,000^       |
| *판매량을 기반으로 한 인증 ^출하량을 기반으로 한 인증 |         |               |